# سمیت حاد
سمیت حاد (به انگلیسی: Acute toxicity)، اثرات نامطلوب یک ماده را توصیف می‌کند که از یک بار قرار گرفتن در معرض یا از قرار گرفتن در معرض چندگانه در یک دوره زمانی کوتاه (معمولاً کمتر از ۲۴ ساعت) ایجاد می‌شود. برای توصیف سمیت حاد، اثر نامطلوب باید در عرض ۱۴ روز مصرف این ماده رخ دهد.
سمیت حاد از مسمومیت مزمن متمایز می‌شود، که اثرات نامطلوب بر سلامتی ناشی از قرار گرفتن در معرض مکرر، اغلب در سطوح پایین‌تر، با یک ماده در مدت زمان طولانی (ماه یا سال) را توصیف می‌کند.